# انتخابات الرئاسة المونتينيغرية 2018
انتخابات الرئاسة المونتينيغرية 2018 هي الانتخابات الرئاسية التي جرت في 2018، في الجبل الأسود، لانتخاب رئيس الجبل الأسود، فاز بالانتخابات ميلو دوكانوفيتش، حصل على 180274 صوت.

## المرشحين
| المرشح                | الحزب | عدد الأصوات |
| --------------------- | ----- | ----------- |
| ميلو دوكانوفيتش       |       | 180,274     |
| Mladen Bojanić ‏       |       | 111,711     |
| دراجينيا فوكسانوفيتش ‏ |       | 27,441      |
| Marko Milačić ‏        |       | 9,405       |